# Marinette (pel·lícula)
Marinette és una pel·lícula francesa de drama esportiu biogràfic del 2023 escrita, produïda i dirigida per Virginie Verrier. La pel·lícula és protagonitzada per Garance Marillier com a Marinette Pichon, una pionera del futbol femení francès. Es basa en l'autobiografia de Pichon del 2018 Ne jamais rien lâcher. Es va estrenar als cinemes a França el 7 de juny de 2023. S'ha doblat i subtitulat al català.